# Michael C. Bienert
Michael C. Bienert (* 14. August 1978 in Lemgo) ist ein deutscher Historiker. Seit 2011 ist er Vorstand und Geschäftsführer der Stiftung Ernst-Reuter-Archiv. Als Lehrbeauftragter unterrichtet er an der Universität Rostock sowie an der Technischen Universität Berlin.

## Wissenschaftlicher Werdegang
Bienert studierte von 1998 bis 2006 Geschichte und Literaturwissenschaft (Germanistik) an der Universität Potsdam sowie an der Freien Universität Berlin. Von 2007 bis 2010 war er Stipendiat der Bundesstiftung zur Aufarbeitung der SED-Diktatur. 2011 folgte seine Berufung zum Geschäftsführer der Stiftung Ernst-Reuter-Archiv am Landesarchiv Berlin. 2014 wurde er mit einer Arbeit über die Landtage von Brandenburg und Thüringen in der Nachkriegszeit an der Universität Potsdam promoviert. Im November 2024 wurde er für sein Buch „Cocktails in Berlin. Geschichte – Bars – Rezepte“ mit der Silbermedaille des Deutschen Kochbuchpreises in der Kategorie „Getränke“ ausgezeichnet.
Bienert ist u. a. Mitglied der Brandenburgischen Historischen Kommission e.V. sowie Beisitzer und Leiter der „Sektion Berlin“ bei der Historischen Kommission zu Berlin e.V. Zudem gehört er seit 2016 dem Aufsichtsrat der Bürgermeister Reuter Stiftung und seit März 2024 dem Beirat der Stiftung Bundeskanzler-Adenauer-Haus an.

## Publikationen (Auswahl)
- (Hrsg.): Hauptstadtanspruch und symbolische Politik. Die Bundespräsenz im geteilten Berlin 1949–1990 (= Zeitgeschichte im Fokus, Bd. 1). Berlin 2012 (mit Uwe Schaper und Hermann Wentker).
- (Hrsg.): Die Berliner Republik. Beiträge zur deutschen Zeitgeschichte seit 1990 (= Zeitgeschichte im Fokus, Bd. 2). Berlin 2013 (mit Stefan Creuzberger, Kristina Hübener und Matthias Oppermann).
- Reisen in die Zukunft. Die USA-Besuche des Berliner Magistrats 1929 (= Ernst-Reuter-Hefte, H. 4). Berlin 2014.
- Zwischen Opposition und Blockpolitik. Die „bürgerlichen“ Parteien und die SED in den Landtagen von Brandenburg und Thüringen (1946–1952) (= Beiträge zur Geschichte des Parlamentarismus und der politischen Parteien, Bd. 171). Düsseldorf 2016.
- (Hrsg.): Preußen zwischen Demokratie und Diktatur. Der Freistaat, das Ende der Weimarer Republik und die Errichtung der NS-Herrschaft, 1932–1934 (= Zeitgeschichte im Fokus, Bd. 5). Berlin 2018 (mit Lars Lüdicke).
- (Hrsg.): Preußen zwischen Demokratie und Diktatur. Die Durchsetzung der NS-Herrschaft in den Zentren und der Peripherie, 1932–1934 (= Zeitgeschichte im Fokus, Bd. 6). Berlin 2020 (mit Lars Lüdicke).
- (Hrsg.): Ernst Reuter. A Mirror on Berlin. Melbourne 2021.
- (Hrsg.): Land zwischen den Zeiten. Brandenburg in der SBZ und frühen DDR (1945–1952) (= Brandenburgische Geschichte in Einzeldarstellungen, Bd. 7 / Bibliothek der brandenburgischen und preußischen Geschichte, Bd. 18). Berlin 2022 (mit Hermann Wentker).
- (Hrsg.): Ernst Reuter. Freiheit. Berlin. Melbourne 2022.
- (Hrsg.): „Die Freiheit geschieht nicht an uns, sie geschieht durch uns“. Richard von Weizsäcker und die deutsche Politik (= Zeitgeschichte im Fokus, Bd. 7). Berlin 2023 (mit Matthias Oppermann und Kathrin Zehender).
- Celebrating New York. Ticker-Tape Parades, Media & the Global City. Melbourne 2023.
- Cocktails in Berlin. Geschichte – Bars – Rezepte. Berlin 2024.